# Бакши, Александр Моисеевич
Алекса́ндр Моисе́евич Бакши́ (род. 12 марта 1952, Сухуми) — советский и российский композитор.

## Биография и творчество
Родился 12 марта 1952 года в Сухуми. Отец — Моисей Исакович Бакши (1921, Сухуми — после 1985), крымчак, ветеран Великой Отечественной войны, кавалер ордена Славы 3-й степени. Мать, урождённая Ботерашвили, наполовину грузинская еврейка, наполовину ашкеназская. 
Окончил Государственную консерваторию в Ростове-на-Дону (1977).
Во время учебы в консерватории обучался в специальном классе композитора Владимира Феодосиевича Красноскулова. 
С 1985 года живёт и работает в Москве. Ищет синтез акустических и визуальных образов в своеобразном инструментальном театре («театр звука»). Сотрудничает с крупными театральными режиссёрами (Кристофом Марталером, Валерием Фокиным, Камой Гинкасом). Произведения Бакши исполняют Г. Кремер, Т. Гринденко, А. Любимов, М. Пекарский и другие известные музыканты.
Публикует мемуарную прозу.

## Награды
- Государственная премия Российской Федерации в области литературы и искусства (1994) — за спектакль Творческого центра имени Вс. Мейерхольда «Нумер в гостинице города NN» (Н. В. Гоголь «Мёртвые души»)[5].

## Избранные сочинения
- «Драма» для скрипки, виолончели и фортепиано (1977).
- «Вспоминая Грузию», соната (1983).
- Соната для голоса и фортепиано (1989).
- «Игры в инсталляциях» для сопрано и 6 ударных (1992).
- «Сидур-мистерия» для сопрано, синтезатора и 8 ударных (1992).
- «Нумер в гостинице города NN», музыка к спектаклю по Н.Гоголю (1994).
- «Зима в Москве. Гололёд» для скрипки, виолончели и струнного оркестра (1994).
- «Сцена для Татьяны Гринденко и скрипки» (1995).
- «Превращение», музыка к спектаклю по Ф.Кафке (1995).
- «Карамазовы и ад», музыка к спектаклю по Ф. М. Достоевскому (1996).
- «Концерт Шостаковича» для скрипки и струнного оркестра (1996).
- «Она и она» для двух скрипок (1997).
- «Умирающий Гамлет», концерт для двух скрипок, турецкого барабана и струнного оркестра (1998).
- «Ещё Ван Гог. История болезни», музыка к спектаклю (1998).
- «Безответный звонок» для скрипки, 6-7 мобильных телефонов и струнного оркестра (1999).
- «Орфей и Эвридика» для тенора, смешанного хора, виолончели и духовых инструментов (2001).
- «Полифония мира», музыкальная мистерия (2001).
- «Я… Фейербах», музыка к спектаклю по Т.Дорсту (2001).
- «Орфей» для скрипки и струнного оркестра (2002).
- «Из красной книги», музыкальное представление (2003).
- «Шинель», по Н.Гоголю (2004).
- Con passione для скрипки и струнного оркестра (2004).
- «Двойник», музыка к спектаклю по Ф.Достоевскому (2005).
- «Полёт чёрной ласточки, или Эпизоды истории под углом 40 градусов», музыка к спектаклю (2005).

## О композиторе
- Чередниченко Т. Музыкальный запас: Александр Бакши // Неприкосновенный запас. — 2000. — № 6(14).